# N6,N6-Diméthyladénine
La N6,N6-diméthyladénine est une base nucléique purique dérivée de la guanine par méthylation. Elle est notamment présente naturellement sous forme de N6,N6-diméthyladénosine (m62A) dans certains ARN de transfert et ARN ribosomiques.